# 延燮
延燮（1853年—？），字叔元，号理臣，辉发那拉氏，內務府正白旗滿洲人，清朝政治人物、進士出身。

## 生平
光緒十一年順天乡试中举，任內務府員外郎，並有在任候選道；十八年（1892年），参加光緒壬辰科殿試，登進士二甲74名。同年五月，改翰林院庶吉士 光緒二十年四月，散館，著以知县即用。

## 家庭
- 祖父那峻（字偉堂）。胞兄嘉慶己巳進士那峨。
- 父文彬，咸豐壬子科進士、山東巡撫。胞姊輝發那拉氏，嫁内务府正白旗汉军尚氏延惇（父内务府庆丰司员外郎兼镶黄旗公中佐领純嘏，胞兄道光戊戌（1838）进士延恒、道光庚子（1840）进士延愷，胞兄延懌之女尚氏与正蓝旗汉军进士胡俊章家族联姻）。
- 胞兄延煜，同治癸酉科舉人、四川鹽茶道；延照，光緒己卯科舉人、禮部員外郎；延熙，光緒己卯科舉人、吏部文選司郎中。
- 胞姊一輝發那拉氏，嫁光緒二十一年(1895)乙未科進士、正藍旗宗室寶銘（父同治癸亥恩科進士宗室奎潤，嫡堂兄光緒十八年（1892年）壬辰科进士寶熙）。胞姊二輝發那拉氏，嫁他塔喇氏增銁，其祖母蔣氏系鑲藍旗漢軍、乾隆甲辰科進士蔣攸銛之女，曾祖乾隆甲辰科進士文寧。胞姊三輝發那拉氏，嫁正黄旗满洲蘇完瓜爾佳氏晉齡，其父山西巡撫豫山，胞叔二等侍卫益謙（原名益山），姑母蘇完瓜爾佳氏嫁镶蓝旗宗室溥瀚（父理藩院侍郎載鷟，祖父一等鎮國將軍、莊簡公奕山）；祖父江南提督、世袭二等輕車都尉壯敏公福珠洪阿（阵亡），祖伯父壯武公福誠。
- 妻曹氏，其父正黄旗汉军、山东莱州府与曹州府知府惠慶（字愛軒，又蔼轩），祖父曹清保（字一泉）；胞叔曹裕慶（湖南衡州府知府，妻正蓝旗汉军、道光乙巳科二甲進士趙氏文起之女，文起著有《天籟軒詩集》），胞叔曹榮慶（字木青，号藕舫，光绪十年官山东濱樂分司遣同駐劄濱州运同加三級山东候补道；其妻費莫氏，妻兄一鑲紅旗滿洲、同治二年進士文澂，妻兄二翻译举人、貴州按察使文海，妻兄三同治四年（1865年）乙丑科进士文治 (同治進士)）。从曹氏榮慶的家谱看，其高高祖曹义先从龙入关，袭一等子爵，内大臣行走；胞高高伯祖曹德先，从龙入关，袭一等男爵，两湖总督；与曹寅同族（见黃一農，《二重奏 - 紅學與清史的對話》，p33）。